# 亢宿增七
室女座μ，又名BD-05 3936，HD 129502、SAO 140090、HR 5487，是室女座的一颗恒星，视星等为3.88，位于銀經346.55，銀緯47.54，其B1900.0坐标为赤經14h 37m 47.3s，赤緯-5° 47.54′ 25″。